# Colias gigantea
Colias gigantea is een vlindersoort uit de familie van de Pieridae (witjes), onderfamilie Coliadinae.
Colias gigantea werd in 1900 beschreven door Strecker.